# Gallinula angulata
Gallinula angulata là một loài chim trong họ Rallidae.